# リンカーン郡区 (アイオワ州セロゴード郡)
リンカーン郡区は、アメリカ合衆国、アイオワ州、セロゴード郡にある16の郡区の一つである。2000年の国勢調査で、人口は277人だった。

## 地理
リンカーン郡区は、91.7平方キロメートル（35.41平方マイル)で、組み込まれた自治体(incorporated settlements)はない。
アメリカ地質調査所によると、この郡区は Lincolnの1つの霊園が含まれる。
郡区の南東の角が、郡庁所在地のen:Mason_City,_Iowaと接する。